# Kindholm
Kindholm er et voldsted i landsbyen Kyndby i ny Frederikssund Kommune. Voldstedet er resterne af en befæstet herregård fra 1300-1400 tallet.  Bygningerne blev ødelagt i 1533 under Grevens Fejde.  De blev genopført, men brændte i 1660, og har siden været forladt.  Siden 1624 har Kindholm hørt under Svanholm Gods.

## Historie
Tæt ved Kyndby Kirke har tidligere ligget en herregård, hvis tomt og grave, der er fredlyste, endnu ses. Den ejedes af den sjællandske adelsslægt Krag. Hemming Jensen af Kindby 1380-1401, hans søn Albrecht Hemmingsen 1416-29, dennes enke fru Elsebe 1453, deres datter Elne ægtede Jep Jensen Ravensberg (deres gravsten ligger i kirkens skib), og herved kom gården, der nu kaldtes Kindholm, til denne slægt. Jep Jensens søn Erik Jepsen besad den, og hans enke, fru Inger, skrev sig til den 1513. Deres søn var Claus Eriksen Slippeslot, under hvem gården blev ødelagt i Grevens Fejde men atter igen opbygget. Hans datter Inger ægtede Anders Pedersen Galt, der synes at have afhændet gården til sin svoger Christopher Pax. Dennes søn Morten Pax skødede den 1624 til Frants Rantzau til Svanholm. Omtrent 1660 skal gården være brændt eller nedbrudt og dens jorder er vistnok allerede dengang lagt ind under Svanholm (en af dennes marker kaldes endnu Kindholmmarken), om også Kindholm nævnes selvstændig i forbindelse med Svanholm i skøderne gennem hele 18. og i begyndelsen af 19. århundrede.
Der synes endnu at have ligget en herregård i Kyndby foruden Kindholm, thi 1402 skænkede Margrethe Henrik Skyttes efterleverske med sin broder Niels Grubbes samtykke sin hovedgård i Kyndby til Sorø Kloster. Hendes broder Oluf Grubbe og dennes søn Ingemar synes dog at have beboet denne gård, til hvilken den sidste endnu skrev sig 1473.

## Beretning
Om Kindholm skriver berejser H. Petersen fra Nationalmuseet i 1873:
| Citat | Her på lodden findes tomten af den af sagnet Kindholm (dette navn forekommer dog også i et dokument fra 1475) nævnede gård, hvis rigtigere navn Kundbyholm forekommer i indskriften på den i kirken liggende ligsten over en af gårdens forrige ejere og hans hustru. Endnu i mands minde har der været murværk at se på tomten, nu ere kun de utildannede kampesten, der have ligget i grunden til bygningen at se. Af disse fremgår det tydeligt, at hovedbygningen har bestået i en aflang firkantet længe i vest-østlig retning, 108 fod lang og 30 fod 7 tommer bred. Af gravene, der mod vest, syd og øst have omgivet denne bygning, er endnu tydelige lævninger, der viser den vestre grav 117 fod bred, den søndre 49 fod bred (det er sandsynligt, at graven oprindelig har været bredere) og den østre 129 fod. Gravene have været anlagte i rette vinkler, den søndre har været 354 fod lang, den vestre 267 fod, den østre 229 fod lang. Der er ikke spor til nogen grav mod nord, der kan have forbundet den østre og vestre. Disse ere derimod bestemt afgrænsede i nordre ende ved store kampestene, der kunde antages at danne grunden for en fast bro. Terrainet hæver sig desuden imod nord, og ved gravning her har den nuværende fæster stødt på tre rækker af (grund)stene, af hvilke de to yderste strakte sig i linje med selve gravene mod vest og øst, men dog først begyndte i nogen afstand fra disse. En brolægning har kunnet følges over tomten fra den østlige gravs nordside, sønden for hine 3 rækker af grundstene. Endnu nordligere end disse har fæsteren opbrudt en 7 lange, fladt hugne fliser, der lå på et underlag af kalk og kamp i en "weje" som om de kunde have dannet "en afløbsrende fra en stald eller deslige". Grundstene kunne yderligere spores ind på naboens lod mod nord (matr.no.5) hvor man vil, at "ladelængen" skal have stået. Talrige brokker af munketeglsten, hvoriblandt mange glasserede, opgraves på pladsen nord for hovedlængen. Midt i dennes tomt skal grunden stadig synke "som om der var en kælder, der sank sammen". kan endelig mærkes, at nogle af de ved den vestre gravs nordende liggende kampestene synes at antyde, at her på østsiden har stået en bygning, hvis lidet udstrakte grundplan har haft en firkantet form (tårn?). (Baron Bille-Brahe har besluttet ved fæstekontraktens ophør at inddrage det areal "Kindholm" indtager i kirkegården, for derved yderligere at skærme de tilbageværende levninger, der dog alt nu er fredlyste). | Citat |
|       | |       |